# Аранхуез
Аранхуез (шп. Aranjuez) град је у Шпанији у аутономној заједници Мадрид у покрајини Мадрид. Према процени из 2008. у граду је живело 52.224 становника.

## Становништво
Према процени, у граду је 2008. живело 52.224 становника.
| 1981.  | 1991.  | 2001.  |
| ------ | ------ | ------ |
| 35.619 | 36.162 | 40.797 |

## Партнерски градови
- Есиха
- Le Pecq